# Folkets Parti
Folkets Parti (islandsk: Flokkur fólksins) er et islandsk politisk parti grundlagt af den synshandicappede jurist og X-Factor deltager Inga Sæland, med bedre vilkår for de fattige og handicappede som sine vigtigste mærkesager. Partiet er desuden imod EU-medlemskab, samt tilhængere af en protektionistisk landsbrugs- og fiskeripolitik og en restriktiv indvandrerpolitik.
Folkets Parti stillede op til altingsvalget i 2016., hvor de fik 3,5% af stemmerne og dermed ikke klarede spærregrænsen på 5,0%. Ved altingsvalget året efter fik de 6.9% og kom de ind med fire mandater.
Partiet kom i modvind, da Sæland fremkom med indvandrerkritiske ytringer og optog en fremtrædende indvandrerkritiker på sin kandidatliste ved Altingsvalget i 2017. Sæland tog siden afstand fra disse kommentarer og argumenterede for øget omsorg for flygtninge. New York Times refererede til parti som "kæmpende imod indvandring, fattigdom og korruption".

## Valgresultater

### Altinget
| Valg | Stemmer | %    | Mandater | +/– | Position     | Regering   |
| ---- | ------- | ---- | -------- | --- | ------------ | ---------- |
| 2016 | 6.707   | 3,54 | 0 / 63   | 0   | 8nde største |            |
| 2017 | 13.502  | 6,88 | 4 / 63   | 4   | 7nde størst  | Opposition |